# Maj 2008 w sporcie
Zobacz też: Maj 2008 · Zmarli w maju 2008 · Maj 2008 w Wikinews

## 21 maja

### Gimnastyka sportowa
- Leszek Blanik zajął 3 miejsce w finale skoku Pucharu Świata FIG 2008, który odbył się w chińskim Tianjin, natomiast Marta Pihan, na tych samych zawodach, zakwalifikowała się do finału na poręczach i ostatecznie w finałowej rywalizacji zajęła 5 miejsce.

## 30 maja

### Piłka ręczna
- we Wrocławiu (na Hali Stulecia) rozpoczął się 4-dniowy turniej eliminacyjny mężczyzn do Igrzysk Olimpijskich w Pekinie.

## 31 maja

### Piłka ręczna
- Turniej eliminacyjny do Igrzysk Olimpijskich w Pekinie w piłce ręcznej mężczyzn, Wrocław, Hala Stulecia:
  - reprezentacja Polski pokonała wynikiem 34:28 reprezentację Islandii.